# 青色レーザー

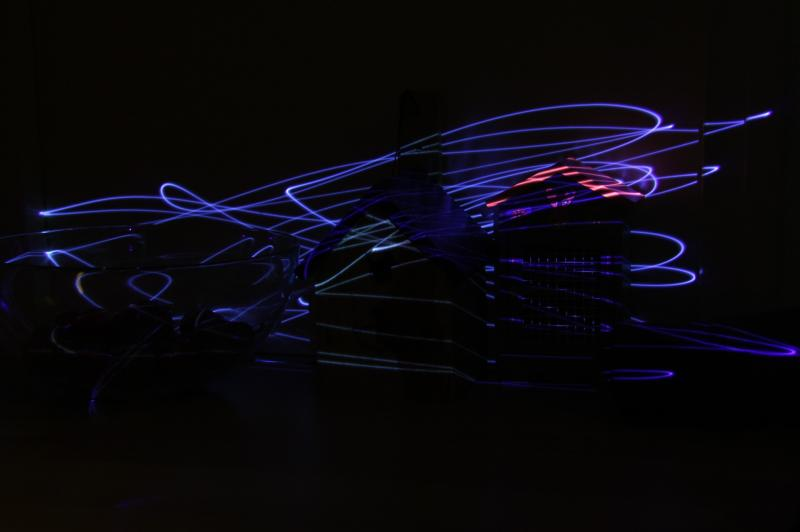
20 mW 405 nm 紫色レーザーをいくつかの物体上で蛍光を示す事の試み

青色レーザー（あおいろレーザー、英語: Blue laser）は、人の目には、青色、あるいは紫色に映る360から480ナノメートルの波長の電磁放射のレーザー。
青色のレーザーは、441.6ナノメートルのヘリウムカドミウムガスレーザー、および、458、488ナノメートルのアルゴンイオンレーザーから生み出されるものである。青色の光線を出力する半導体レーザーは、一般的に窒化ガリウム（GaN,紫色）あるいは、窒化インジウムガリウム（基本的には真っ青であるが、他の色も示しうる）である。青色レーザーおよび紫色レーザーの両方は、半導体レーザーからの赤外線波長を周波数2倍器(第二次高調波発生)を用いることでも実現する。
445ナノメートルで発光する半導体レーザーは、ハンドヘルド型レーザーとして普及しつつある。445ナノメートル以下の波長を放射するレーザーは、紫色（ただし、青色レーザーと呼ばれることもある）を示す。もっとも商業的に一般的である青色レーザーのいくつかは、405ナノメートルの紫色の光を放射するブルーレイ技術の用に足される半導体レーザーであって、これは、紫外線（ブラックライト）と同様に、いくつかの化学物質において蛍光を生じるのに十分短い波長である。なお、400ナノメートルよりも短い波長の光は、紫外線として分類される。
青色レーザ光を使用する機器は、高密度のオプトエレクトロニクスデータ記憶から、医療用途に至るまで、多くの分野で利用される。

## 歴史

### 半導体レーザー

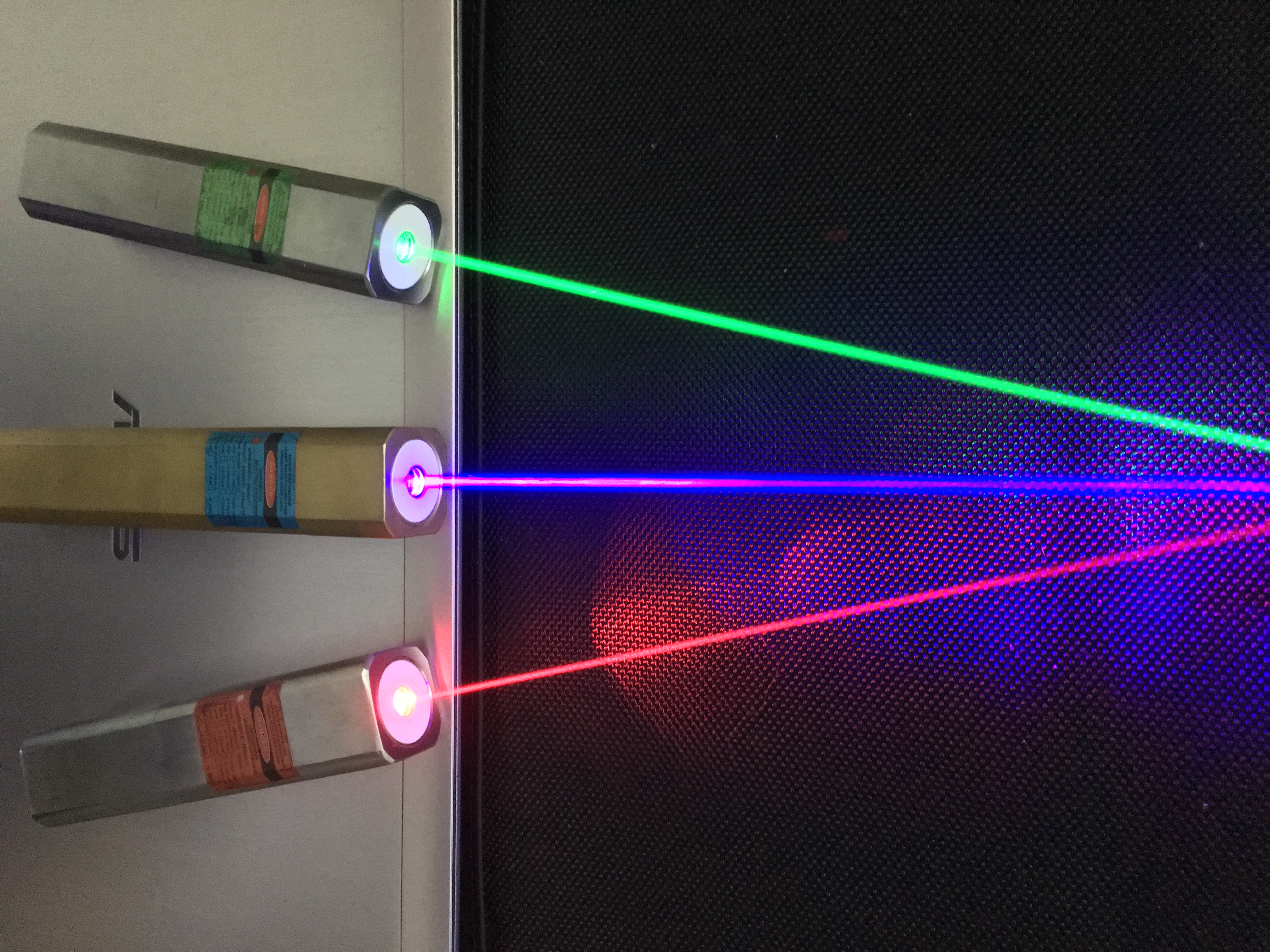
445nm - 450nm 青色レーザー (中央)

赤色レーザーはヒ化ガリウム（GaAs）半導体上に構築された数十層の原子を配置した量子井戸からレーザー光を生成することができる。利用される手法はシリコンのために開発されたものと同様の方法を用いる。基盤は転位と呼ばれる結晶欠陥から解放される。このとき、原子が敷かれているため、基盤上に構成するものと、量子井戸との間の距離は等しい。
しかしながら、青色レーザーのための最良の半導体は、窒化ガリウム（GaN）結晶であり、合成ダイアモンドを製造するときに匹敵する、より高い圧力、温度、および高圧窒素ガスの使用を必要とする。この点について、技術的な問題は克服できないように思われたため、研究者らは、1960年代から、サファイア基板上に窒化ガリウムを堆積させようとしていた。しかしながら、サファイアと窒化ガリウムの構造(格子定数)が一致していないため、あまりに多くの欠陥を生ぜしめた。
1992年、日本の発明家である中村修二は、最初の効率的な青色発光ダイオードを発明し、4年後には、最初の青色レーザーを発明した。中村は、サファイア基盤上に堆積された材料を用いた。しかし、欠陥の高さ（106から1010/cm2）ゆえに、高出力レーザーを容易に構築できなかった。
1990年代初頭、ポーランド科学アカデミーの高圧物理学研究所は、物理学者Sylwester Porowskiの指導の下、1平方センチメートルあたりの欠陥の数が100未満の高品質の構造を有する窒化ガリウム結晶を作り出す技術を開発した。これは、少なくとも、サファイアを基礎に窒化ガリウム結晶を堆積させるものと比べ、1万倍すぐれている。
1999年、中村は、ポーランドの結晶を試み、2倍の発振出力の結晶を作り出し、また、10倍持続するレーザーを作り出した。すなわち、30ミリワットで3000時間持続するものである。 
この技術のさらなる発展により、大量生産が可能となった。今日、青色レーザーは、窒化ガリウムの層で覆われたサファイアの表面（この技術は、ソニーと契約した日本企業の日亜化学工業株式会社により用いられている）と窒化ガリウム単結晶の表面（ポーランド企業のTopGaN）を用いている。
10年後、日本企業は、60ミリワットの出力を持つ青色レーザーの生産技術を習得し、Blu-ray、BD-R、およびBD-REといった高密度の高速のデータストリームを読み取るデバイスに適用するに至った。ポーランドの技術は、日本製よりも安いが、市場のシェアは小さい。なお、窒化ガリウム結晶を生成するポーランドのハイテク企業がもう一社ある。すなわち、Ammonoであるが、同社は、青色レーザーを生産するわけではない。
中村は、2006年にはミレニアム技術賞を、2014には、ノーベル物理学賞を、それぞれ受賞した。
青色半導体レーザーが開発された1990年代後半まで、青色レーザーは、希ガス混合物中の反転分布に依存し、大きな電流と、強力な冷却を必要とする、大型で、高価なガスレーザー装置であった。
赤﨑勇教授のグループ、徳島県阿南市の日亜化学工業株式会社の中村修二、ソニーが、一連の開発を行い、市販向けの青紫色半導体レーザーを開発した。日亜化学工業株式会社の開発したものの活性層は、自己組織化を介して自発的に形成された窒化インジウムガリウム（InGaN）量子井戸または量子ドットから形成された。この新しい技術の発明により、これまで実現しえなかった、小型で便利かつ低価格で青色や紫色、紫外線を生じる半導体レーザーの開発が可能となり、高密度HD-DVDデータストレージやBlu-rayディスクへの道が開かれた。波長が短いほど、より多くの情報を含むディスクを読み取ることができるのである。
2014年には、赤﨑勇、天野博、中村修二が、「明るく、省エネルギーな白色光源を実現した、効率的な青色発光ダイオードの発明のために」ノーベル物理学賞を受賞した。

### ダイオード励起固体レーザー
2006年頃に利用可能となった青色レーザーポインターは、DPSSグリーンレーザーと、基本的な構造が同じである。それらは、最も一般的には、半導体レーザーで励起されたNd：YAGまたはNd：YVO4結晶からの、946ナノメートルレーザー放射の、周波数倍増によって生成される、473ナノメートルで光を放射する。Er:YAGレーザーを受けた結晶は、通常、1064ナノメートルの主波長を生成するが、青色レーザーの用途に使用される946ナノメートル遷移などの、他の主要でないネオジウム波長で、適切な反射コーティングミラーをレーザー加工することもできる。高出力の場合、BBO結晶は、周波数2倍器として使用される。より低い電力では、KTPが使用される。利用可能な出力電力は、最大5000ミリワットである。 最良の研究環境で得られた結果の一部では、473ナノメートルのレーザー放射を生成するための変換効率は、943ナノメートルのレーザー放射を、473ナノメートルのレーザー放射に変換する際に、10から15パーセントとなったが、非効率的である。実用の際の有用性をかんがみれば、これをさらに低くすることができよう。しかし、この変換効率の低さゆえに、1000ミリワットの赤外線LEDを使用すると、可視光である青色光が、最大150ミリワットになる。
青色レーザは、周波数を2倍にすることなく青色光を生成する窒化インジウムガリウム半導体で直接発振することもできる。 445ナノメートルから465ナノメートルの青色半導体レーザーは、現在、市販品が入手可能である。この素子は、より長い波長が人間の目の最高感度に近いため、405ナノメートル半導体レーザーよりも、はるかに明るい。レーザープロジェクタのような市販の機器は、これらダイオードの価格を下げさせた。 紫色レーザーは、上述の通り、窒化ガリウム（GaN）半導体で、直接構築することができる。しかし、窒化ガリウムをベースにしておらず、より高出力で（120ミリワット）404から405ナノメートルの、紫色レーザーポインタが利用可能になったばかりでなく、出力が1W、波長が808nmのガリウムヒ素赤外線レーザーから生じるDPSS周波数増幅技術も使用されている。半導体レーザーと、二結晶の間に、長波長のネオジウムレーザーを介在させることなく、直接倍増させることができる。

## 外見
405ナノメートルの紫色レーザー（窒化ガリウムまたは周波数を2倍にしたヒ化ガリウム（GaAs）半導体レーザーから構成されているときも含む）は、実際には青色ではないが、人間の目が非常に限られた感度を持つ色である紫色のように目に見える。 白い紙や白い服のような多くの白い物体を指すと、明るい染料の蛍光によって、レーザードットの視覚的外観が、紫色から青色に変化する。
真っ青と感じられるよう表示する用途では、445から450ナノメートルの波長が必要である。生産の進歩と低価格のレーザープロジェクターの販売により、445ナノメートルの窒化インジウムガリウム半導体レーザーの価格が下がった。

## 応用
青色レーザーが応用される諸技術の例は以下のとおりである。
- Blu-ray Discプレーヤー
- DLPおよび3LCDプロジェクタ
- 電気通信
- 情報技術
- 環境モニタリング
- 電子機器
- 医療診断
- ハンドヘルドプロジェクタおよびディスプレイ
- 磁気浮上装置